# Griechen

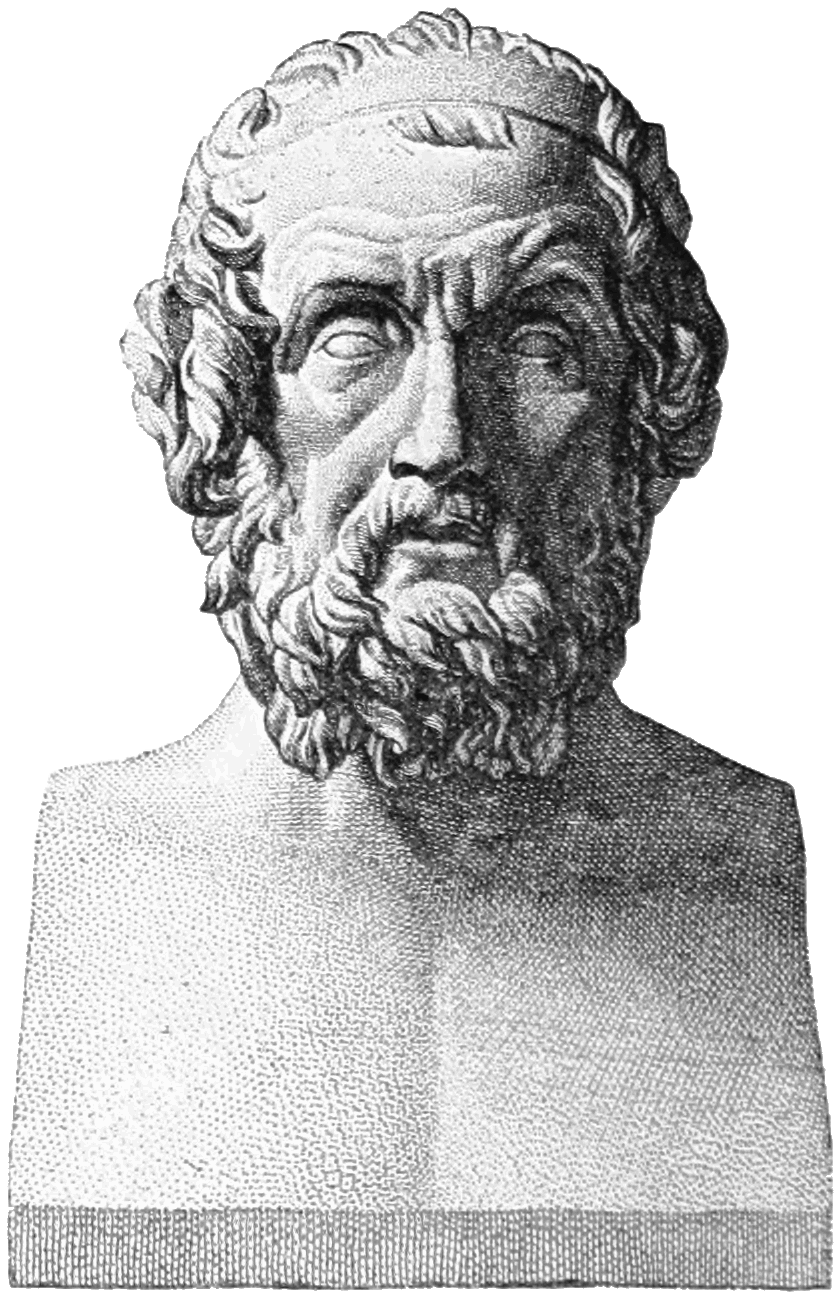
Homer

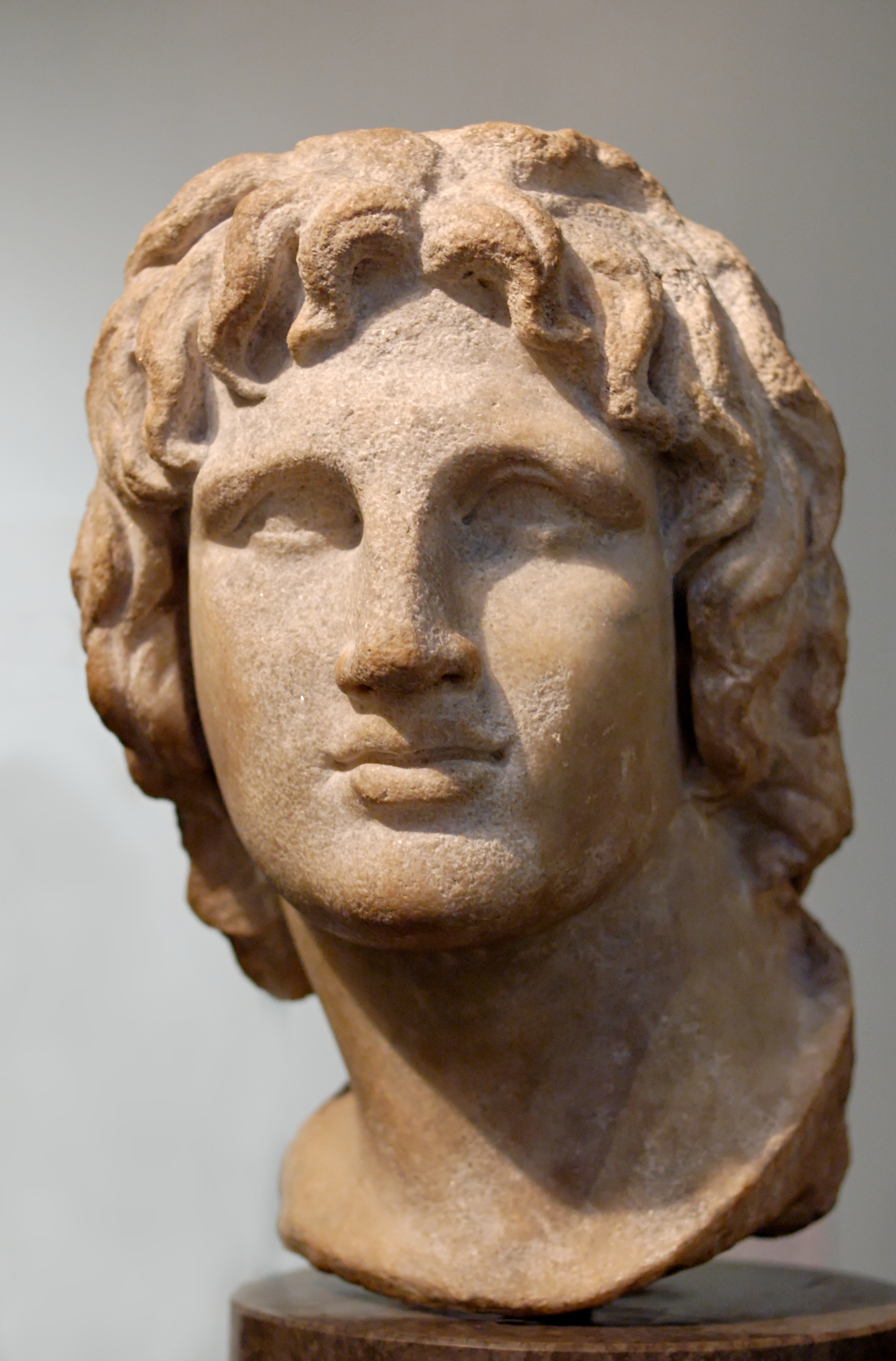
Alexander der Große

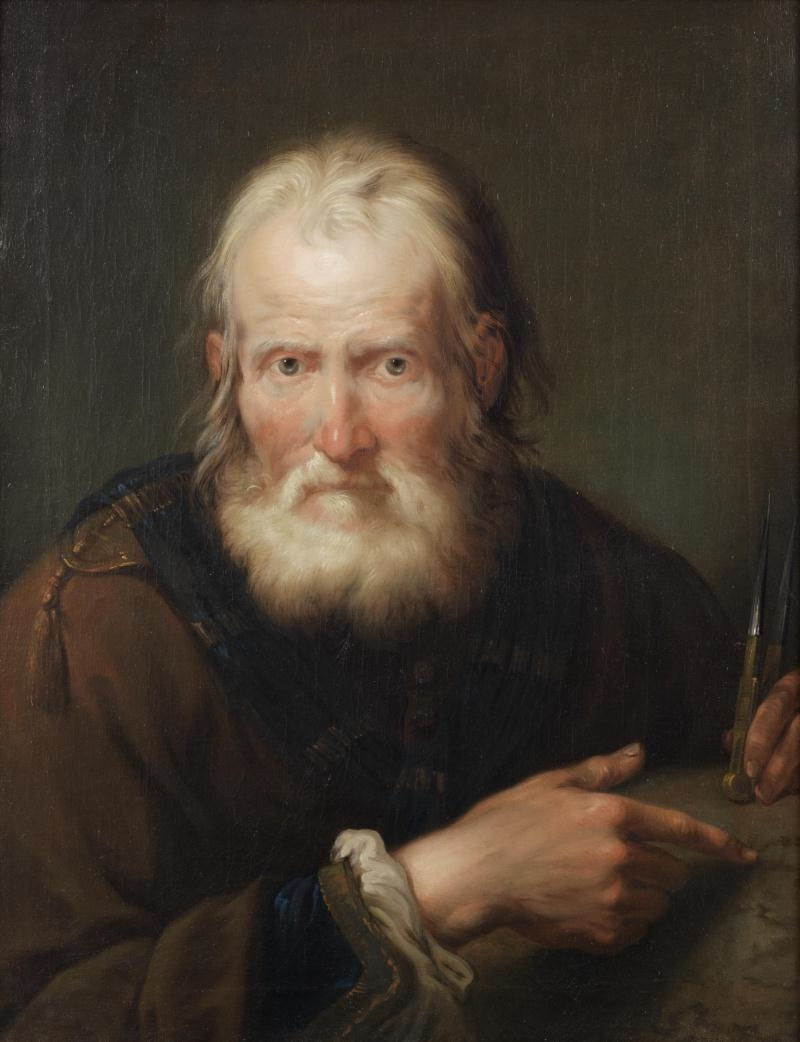
Archimedes

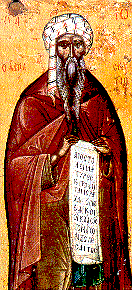
Johannes von Damaskus

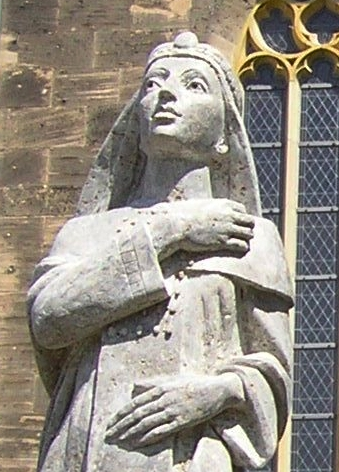
Theophanu

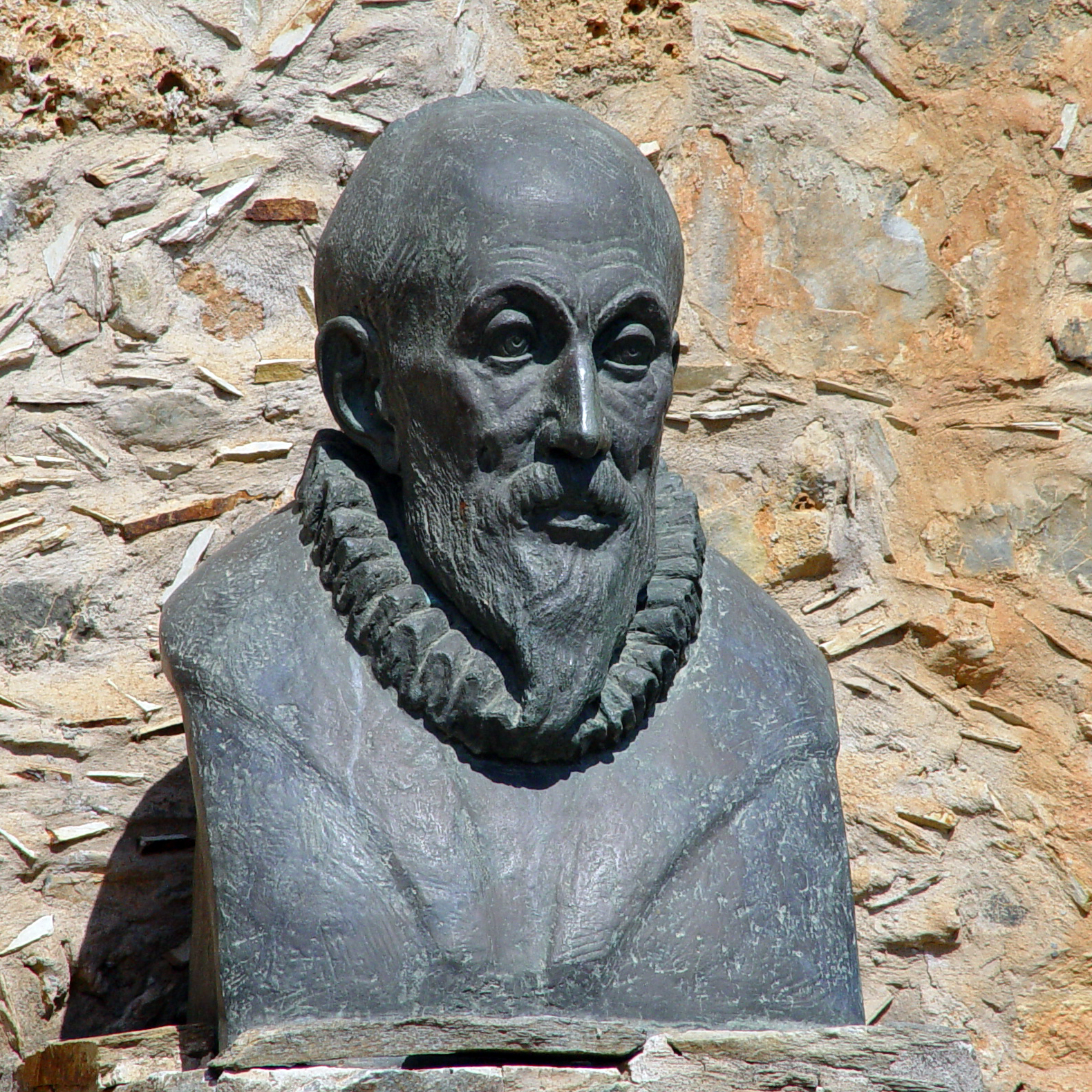
El Greco

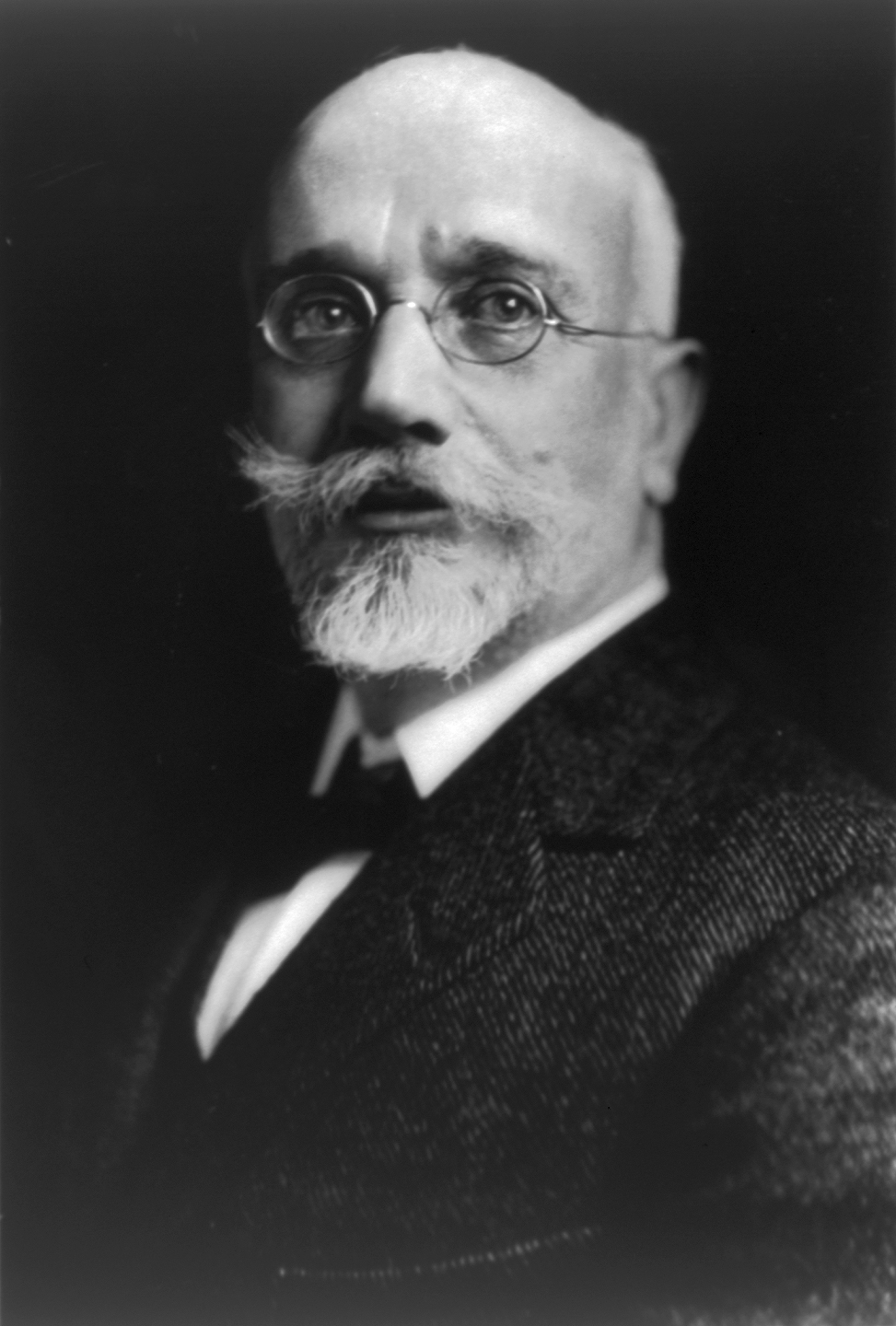
Eleftherios Venizelos

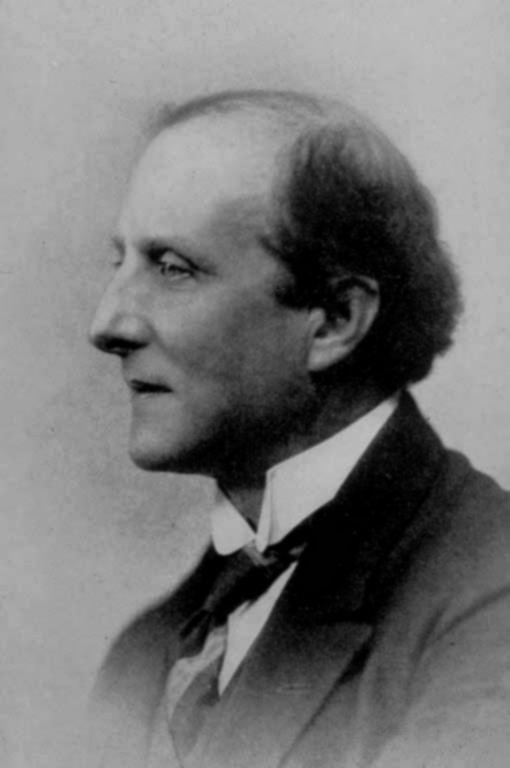
Constantin Caratheodory

Die Griechen (von lateinisch Graeci, der Bezeichnung für die Griechisch sprechenden Völker der Antike, etymologische Herkunft nicht sicher geklärt; neugriechisch Éllines Έλληνες ‚Hellenen‘) sind ein indogermanisches Volk, dessen sprachliche Wurzeln sich bis ins zweite vorchristliche Jahrtausend zurückverfolgen lassen. Heute leben über 10,5 Millionen Griechen in Griechenland und auf Zypern; weiterhin ca. 7 Mio. Menschen der Griechischen Diaspora.

## Bezeichnungen für die Griechen

### Achaier, Danaer, Argiver
Bei Homer werden die gegen Troja ziehenden Griechen nach dem auf der Peloponnes siedelnden Volksstamm der Achaier (Ἀχαιοί Achaioí), nach Danaos, dem Stammvater von Menelaos und Agamemnon als Danaer (Δαναοί Danaoí) oder als Argiver (Ἀργεῖοι Argeîoi) bezeichnet. Der seit der Dorischen Wanderung das antike Griechenland prägende Volksstamm der Dorer wurde für die Gesamtbezeichnung der Griechen nie nachweisbar herangezogen.

### Hellenen (Ἕλληνες)
Der Terminus Hellenen (altgriechisch Ἕλληνες Héllēnes) – ursprünglich der Name eines thessalischen Stammes nach dessen mythischem Stammvater Hellen – für die Griechen ist belegt bei Pausanias, Herodot und Thukydides und wurde im klassischen Griechenland als Begriff für die Gesamtheit der Griechisch sprechenden Völker verwendet (Gegenbegriff: Barbaren – βάρβαροι bárbaroi).
Der Begriff Hellenen wurde im spätantiken Oströmischen Reich zunächst nur noch für die Anhänger der alten griechischen Kulte, später für alle Nichtchristen gebraucht, fand dann gegen Ende des Reichs jedoch in gebildeten Kreisen auch wieder für die Griechisch Sprechenden Verwendung (Plethon 1418: „Wir sind … der Abstammung nach Hellenen. Dafür zeugt sowohl die Sprache als auch die von den Vätern ererbte Bildung“). Bis ins 18./19. Jahrhundert hinein blieb die Selbstbezeichnung vieler Griechen allerdings Ῥωμαῖοι Rhoméi („Römer“ bzw. Rhomäer), da der Bezug auf das christliche Byzantinische Reich noch während der osmanischen Herrschaft große Bedeutung besaß und die Eigenwahrnehmung breiter Bevölkerungskreise prägte. Erst als es im frühen 19. Jahrhundert, befeuert durch die Griechenlandbegeisterung in England, Frankreich und Deutschland, zu einer Rückbesinnung auf die vorchristliche Zivilisation der Antike kam, änderte sich dies grundlegend.
Die Griechen der Gegenwart verwenden in Anknüpfung an ihre Sprache und die historische Bezeichnung des Landes, in dem sie leben (antikes Griechenland), wieder den Begriff Έλληνες (Éllines ‚Hellenen‘). Im deutschen Sprachgebrauch wird der Begriff Hellas eher literarisch für Griechenland verwendet, er findet sich auch in Begriffen wie dem Hellenismus als nachklassischer Epoche des antiken Griechenland, den Hellenisten als griechischsprachigen Juden, den Philhellenen als Freunden Griechenlands sowie dem Panhellenismus als politischem Modell.

### Griechen/Graeci(Γραικοί)
Die lateinische Bezeichnung Graecus geht auf die Griechen zurück, die im 8. vorchristlichen Jahrhundert in Italien, der späteren Magna Graecia, siedelten und sich selbst als Graikoí oder ähnlich bezeichneten. Bei Homer ist der Name einer böotischen Stadt namens Graia (Γραῖα) belegt, Pausanias erwähnt Graia als alten Namen der böotischen Stadt Tanagra.
Bei Aristoteles (Metaphysik, 1.352) findet sich die älteste Quelle für die griechische Bezeichnung Graikoi (Γραικοί). Er erwähnt die Einwohner des zentralen Epirus, die ursprünglich ‚Griechen‘ (Γραικοί) geheißen hätten und erst später Hellenen genannt worden seien. Diese Ansicht bestätigen weitere Quellen, in der Parischen Chronik wird gar das Jahr 1521 v. Chr. für den Zeitpunkt der Umbenennung der Griechen in Hellenen angegeben.
Der lateinische Begriff Graeci wurde schließlich etymologisch zur Grundlage der Bezeichnung des Volkes in fast allen Sprachen, wenn auch Übersetzungen des Begriffs Hellenen meist ebenfalls existieren.
Der neugriechische Aufklärer Adamantios Korais schlug vor, den Begriff anstelle des seinerzeit verwendeten Romei wieder einzuführen.

### Byzantiner/Römer (Ῥωμαῖοι/Ῥωμιοί/Ρωμιοί)
Im Byzantinischen bzw. Oströmischen Reich (griechisch Βασιλεία τῶν Ῥωμαίων Basileia tōn Rhōmaiōn ‚Kaiserreich der Römer‘) bezeichneten sich die Einwohner auch nach dem Ende der Antike weiterhin als ‚Römer‘ (Ῥωμαῖοι Rhoméi, später und neugriechisch auch Ρωμιοί Romií; siehe auch Rhomäer) – nach dem Schisma 1054 in Abgrenzung zur Römischen Kirche häufiger wieder als Griechen (Γραικοί Graikoi). Noch heute wird der Begriff von Griechen gebraucht, wenn die orthodoxe, byzantinische Tradition des Volkes betont werden soll. Die Griechen des Mittelalters werden seit dem 19. Jahrhundert von Historikern als ‚Byzantiner‘ bezeichnet.
Auch im Türkischen und Arabischen wurde der Begriff Rumi für die Griechen gebraucht, beispielsweise im Koran. Im Türkischen werden die außerhalb Griechenlands lebenden Griechen, insbesondere die Angehörigen der griechischen Minderheit in der Türkei (vor allem in Istanbul) und die zyprischen Griechen, weiterhin als Rum bezeichnet.

### Ionier/Yunan (Ἴωνες)
Östlich Griechenlands wurde das Volk der Ionier namensgebend für die Griechen. Im Hebräischen ist schon seit biblischer Zeit יָוָן Javan der Begriff für die Griechen, das Land heißt im modernen Hebräisch יוון und die Bewohner יוונים Jevanim.
Die Perser bezeichneten Griechenland als Yauna („Ionier“), und der Begriff drang in alle Sprachen des Perserreichs. Von den Persern entlehnt ist die Sanskrit-Bezeichnung Yavana und das Pali-Wort Yona. So verbreitete sich die Bezeichnung letztlich in der ganzen muslimischen und weit in der indisch beeinflussten Welt, Beispiele sind arabisch يوناني, DMG Yūnānī, türkisch Yunan (i. e. S. als Bezeichnung für die Griechen Griechenlands sowie abgeleitet die griechische Sprache: Yunanca) und indonesisch Yunani.

## Geschichte

### Die antiken Hellenen nach eigenem Verständnis

Ausbreitung der griechischen Dialekte auf der Balkanhalbinsel

Die verschiedenen Stämme der Griechen definierten die Zugehörigkeit zu den Hellenen über die verschiedenen Dialekte der griechischen Sprache und über den olympischen Kult in der Religion. Religiöse Feste wie die Mysterien von Eleusis, zu denen sich Einwohner aller griechischen Völker versammelten, bildeten eine Einheit stiftende, quasi nationale Manifestation in der politisch zersplitterten und oft durch gegenseitige Konkurrenz oder Krieg geprägten griechischen Welt. Auch die verhältnismäßig einheitliche Tempel-Architektur im gesamten griechischen Raum ist ein Beispiel für die Rolle der Religion für die gesamtgriechische Kultur. Die panhellenischen Olympischen Spiele, ein kultischer Wettkampf auf dem heiligen Hain am Zeusheiligtum von Olympia, waren nur freien Bürgern ebendieser griechischen Welt offen. Inwieweit die Makedonen eine mit dem Griechischen verwandte Sprache oder einen Dialekt des Griechischen sprachen, ist bis heute umstritten, offenbar wurde auch ihre Zugehörigkeit zu den Hellenen in der Antike – besonders von Athen – bezweifelt. Ab 408 v. Chr. waren sie jedoch nachweislich zu den Olympischen Spielen zugelassen, waren also als Hellenen anerkannt.
Nichtgriechen bezeichnete man onomatopoetisch als Barbaren (βάρβαροι bárbaroi), ein Wort, das das ‚Stammeln‘ – bar bar – der unverständlichen Fremdsprache wiedergibt. Später wurde das Wort Synonym für ungeschliffenes, unzivilisiertes und kulturloses Verhalten schlechthin, siehe auch Barbarei.

### Ausbreitung der Griechen bis zur Spätantike

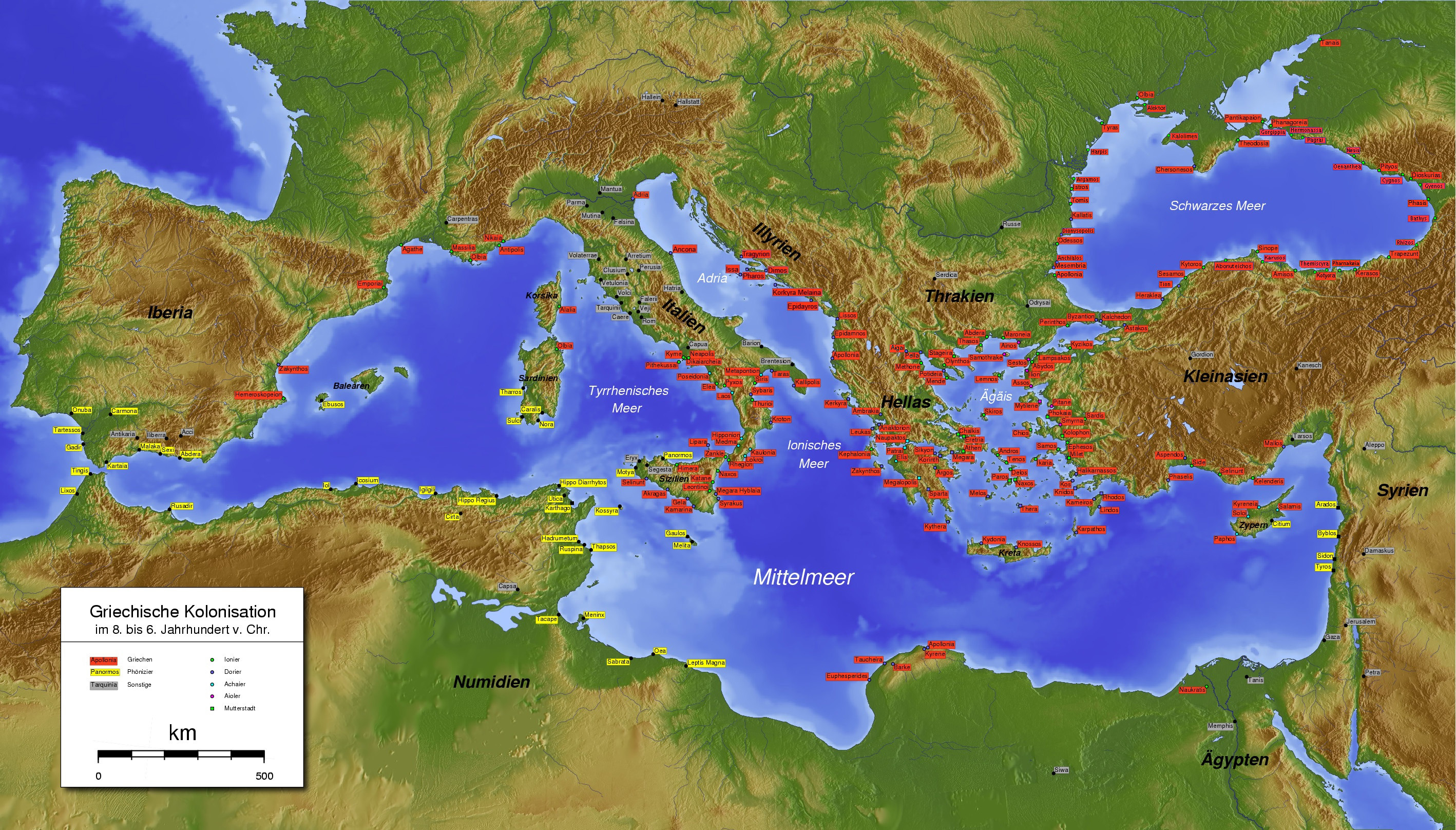
Griechische Kolonien im Mittelmeerraum

Etwa ab 800 v. Chr. gründeten zahlreiche griechische Poleis Kolonien im gesamten Mittelmeerraum, einschließlich des Schwarzen Meeres. Meist waren diese Kolonien der Mutterstadt (Metropolis) freundschaftlich verbundene, doch politisch selbständige Stadtstaaten. Griechische Gründungen sind z. B. Massilia (Marseille), Nikaia (Nizza), Neapolis (Neapel), Syrakusai (Syrakus), Taras (Tarent), Byzantion (ab ca. 337 Konstantinopel/seit 1930 Istanbul), Dioskurias (Sochumi), Kerkinitis (Jewpatorija), Odessos (Warna) und Trapezus (Trabzon).

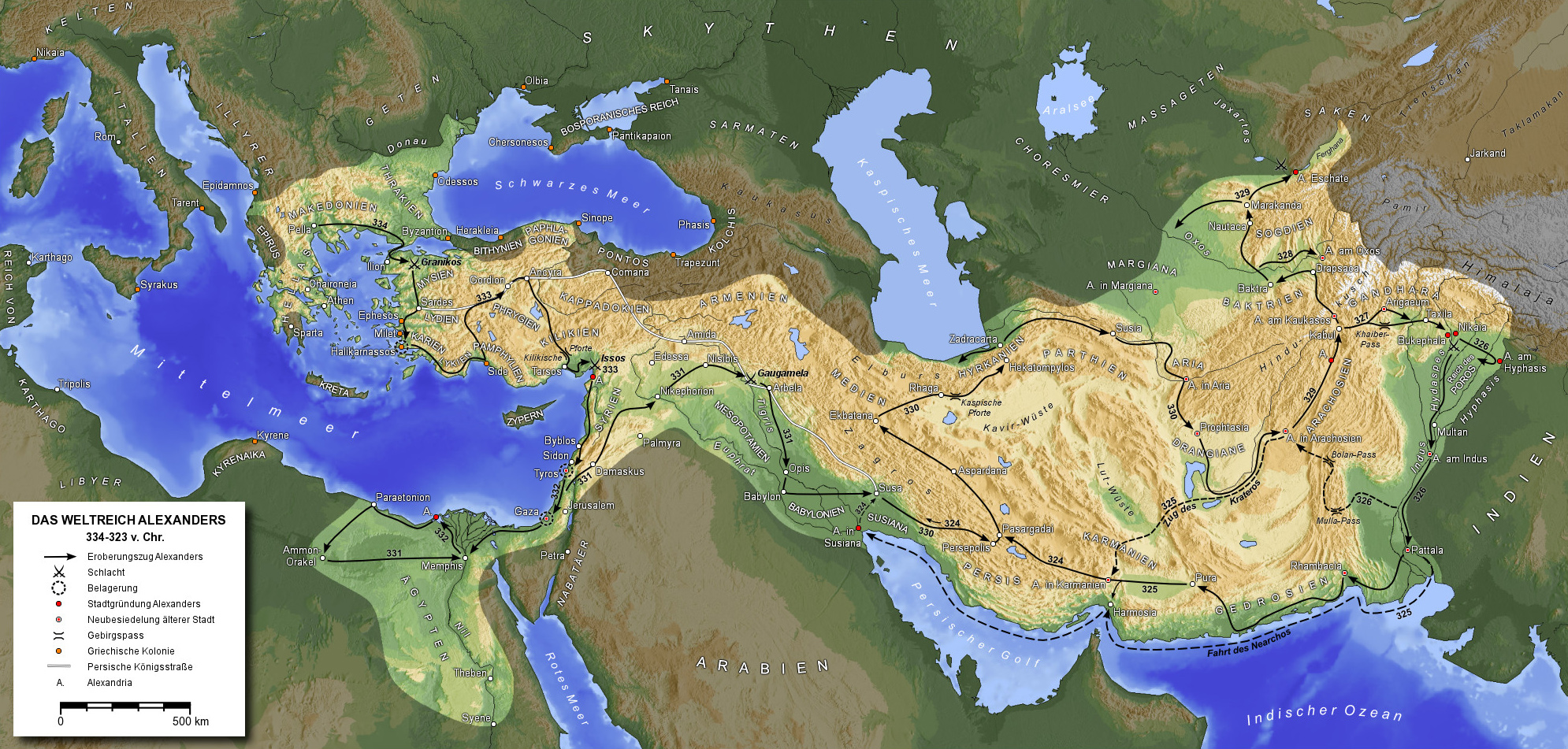
Ausbreitung der Griechen unter Alexander dem Großen

Mit dem Reich Alexanders des Großen wurde Griechisch Staatssprache eines riesigen Großreiches. Griechisch wurde die lingua franca des Vorderen Orients und blieb dies auch, als der östliche Mittelmeerraum unter römische Herrschaft geriet. Zwar kam es immer wieder zu Freiheitserklärungen für einige oder gar alle griechischen poleis – etwa durch Kaiser Nero –, doch faktisch war Griechenland über Jahrhunderte Teil des Imperium Romanum, dessen Eliten in der Regel neben Latein auch Griechisch sprachen. Östlich der Grenzen des Römischen Reiches verlor unter der Herrschaft der Parther das Griechische bis zur Herrschaft der Sassaniden seine Bedeutung. Im östlichen Iran verschwand das Griechische unter den Kuschana von Münzen und Inschriften, im heutigen Afghanistan blieb lediglich ein griechisches Alphabet mit Zusatzzeichen bis zur islamischen Eroberung im 7. Jahrhundert für die einheimische Sprache in Gebrauch. Im dritten und vierten nachchristlichen Jahrhundert gewann das Lateinische auf Kosten des Griechischen auch im Ostteil des Römischen Reiches Bedeutung. Schriftsteller wie der aus dem syrischen Antiochia stammende Ammianus Marcellinus verfassten ihre Werke in lateinischer Sprache. Erst nach der Regierungszeit Kaiser Justinians, als dem Oströmischen Reich die lateinisch sprechenden Provinzen verloren gingen oder durch Kriege nachhaltig verwüstet wurden, wurde Griechisch dann zur zweiten Amtssprache des Oströmischen, später Byzantinischen Reiches – im 7. Jahrhundert nach der Regierungszeit Kaiser Herakleios löste es Latein in dieser Hinsicht dann ganz ab. In dieser Zeit verlor das Griechische im Orient weiter an Bedeutung, in Ägypten zugunsten des Koptischen und in Syrien an die Syrische Sprache. Später setzte sich dort nach der islamischen Expansion (seit 632) das Arabische durch.
Im Zuge der spätantiken Völkerwanderung fielen seit 250–396 zunächst in Thrakien und dann südwärts bis in den Peloponnes Westgoten ein. Im Jahre 378 kam es zur Schlacht von Adrianopel (378) später wurde das Heiligtum von Epidauros von den Goten geplündert. Im 5. und 6. Jahrhundert fielen einmal mehr Ostgoten und Hunnen in das Gebiet des heutigen Griechenland ein. Während diese Völker noch weiterzogen, begann im frühen 7. Jahrhundert eine nachhaltige Landnahme der Slawen auf dem Balkan, die sich aber im Wesentlichen auf das Hinterland konzentrierte, während die (teilweise) fortifizierten Städte entlang der Küstenregionen ununterbrochen in griechischer Hand blieben. Hierzu konstatiert Konstantin Porphyrogennetos im 10. Jahrhundert: „Das ganze Land wurde slawisiert und barbarisch.“

### Griechenland in Mittelalter und Früher Neuzeit
Erst im frühen 9. Jahrhundert konnte Byzanz seine Herrschaft über Griechenland wieder sichern. Man begann, griechischsprachige Einwohner des östlichen Reiches nach Europa umzusiedeln und die slawischen Einwanderer gezielt zu gräzisieren. Die griechisch-orthodoxe Kultur gelangte in Griechenland wieder zu einer gewissen Blüte (siehe auch Mystras), die architekturgeschichtlich insofern interessant ist, als sie auch antike Bauteile in die Kirchenbauten integrierte und so erstmals wieder einen Bezug zur antiken griechischen Kultur herstellte, gleichzeitig aber auch ihre endgültige Überwindung vollzog.
Mit der Eroberung Konstantinopels während des Vierten Kreuzzuges im Jahr 1204 kamen neue Herrscher nach Griechenland: Fränkische Ritter und vor allem die Seemacht Venedig sicherten sich wichtige Handelsposten für den Orienthandel in Griechenland und bedrohten die byzantinisch-ostkirchliche Kultur der Griechen nachhaltig.
Im westlichen Griechenland und dem heutigen Südalbanien bildete sich aber mit dem Despotat Epiros ein griechischer Nachfolgestaat des Byzantinischen Reiches, während im westlichen Kleinasien die Reiche von Nikaia (heute Iznik) und an der südöstlichen Schwarzmeerküste mit dem Kaiserreich Trapezunt weitere griechische Staaten in byzantinischer Nachfolge entstanden. Nikaia gelang dann 1261 die Wiedereinnahme Konstantinopels.
Mit der Eroberung Konstantinopels 1453 durch die Osmanen begann die türkische Herrschaft über Griechenland. Das osmanische Regime vollzog seine Herrschaft in einem Tributsystem, duldete jedoch die Kirche weitgehend und überließ die lokale Verwaltung und Jurisdiktion den Einheimischen. Vom 16. bis zum 18. Jahrhundert bildete sich so wieder eine einheimische Bürgerschicht heraus, die jedoch nicht ausschließlich griechische, sondern ebenso albanische, sephardisch-jüdische, slawische und türkische Bevölkerungsteile mit einschloss. Der Begriff ‚Griechen‘ war im osmanischen Reich ein Synonym für die Angehörigen der Griechisch-Orthodoxen Kirche, so wie ‚Türken‘ ein Synonym für die Anhänger des Islams war.

### Das Wiedererwachen einer hellenischen Nation
Einige griechische Historiker (Paparrigopoulos, Vakalopoulos) sehen in der Rückbesinnung auf die antiken Hellenen durch spätbyzantinische Autoren (Plethon, s. o.) nach dem Vierten Kreuzzug 1204 den Ursprung des modernen hellenischen Bewusstseins. Dies wird von griechischen marxistischen Historikern (Zevgos, Rousos) stark relativiert; sie betonen den neuzeitlichen Charakter der Gestaltung der griechischen Nation. Wohl sicher ist, dass die Angehörigen der orthodoxen Kirche, zu denen auch die Griechen gehörten, im Osmanischen Reich grundsätzlich diskriminiert waren und die Herrschaft der Türken weitgehend als Fremdherrschaft („Türkenherrschaft“, τουρκοκρατία tourkokratía) empfanden.
Der Aufstand gegen die osmanische Herrschaft im 19. Jahrhundert ging von Griechisch sprechenden Christen aus, die aus einer verhältnismäßig gebildeten, bürgerlichen Schicht kamen, die einen beträchtlichen Teil des Handels im Osmanischen Reich bestimmte. Bereits im ausgehenden 18. Jahrhundert hatten sie, auch in Abgrenzung zur im Reich institutionalisierten Orthodoxen Kirche, begonnen, die griechische Antike als Vorbild eines nicht-kirchlichen, griechischen Nationengefühls, wieder anzunehmen. Die Unterstützung durch die west- und mitteleuropäischen Philhellenen, die in den Freiheitskämpfern Nachfahren der antiken Griechen sahen und von einer Wiederkehr des alten Hellas träumten, gaben zusätzliche Impulse für die Rückbesinnung auf das antike Griechenland.
So bezog sich der 1822 geschaffene griechische Staat, der durch das Londoner Protokoll 1830 ebenso wie die nationale griechische Idee sanktioniert wurde, auf das antike Griechenland. Geografische Bezeichnungen beispielsweise wurden weitgehend regräzisiert. Mit der Katharevousa (‚Reinsprache‘) wurde eine dem Altgriechischen nahestehende Nationalsprache künstlich geschaffen, die bis 1976 Amtssprache in Griechenland blieb und erst infolge der Überwindung der Obristendiktatur als solche abgeschafft wurde.
So ist auch zu verstehen, dass die 1830 publizierte These des deutschen Orientalisten Fallmerayer, dass die antiken Griechen im Mittelalter ausgestorben seien und durch hellenisierte Slawen und Albaner verdrängt worden wären, von der sich bildenden griechischen Elite auf das Heftigste bekämpft wurde. Der Argumentation Fallmerayers, die von einem antiken „Geschlecht der Hellenen“ ausgeht und konstatiert, kein „Tropfen edlen und ungemischten Hellenenblutes“ fließe mehr in den Adern der modernen Griechen, wurde auch wissenschaftlich bald widersprochen (heute gilt sie als widerlegt, während der albanisch- und slawischstämmige Bevölkerungsanteil am modernen griechischen Staatsvolk nicht mehr bestritten wird); gleichwohl bestärkte Fallmerayer unfreiwillig die griechischen Nationalisten in deren Betonung einer kulturellen Kontinuität. Der Klassiker der griechischen Geschichtsschreibung, Konstantinos Paparrigopoulos’ Geschichte der hellenischen Nation von den frühesten bis zu den neueren Zeiten, hat das Selbstverständnis der Griechen als Nachfolger der antiken Hellenen grundlegend geprägt.

### Einwanderung nach Griechenland

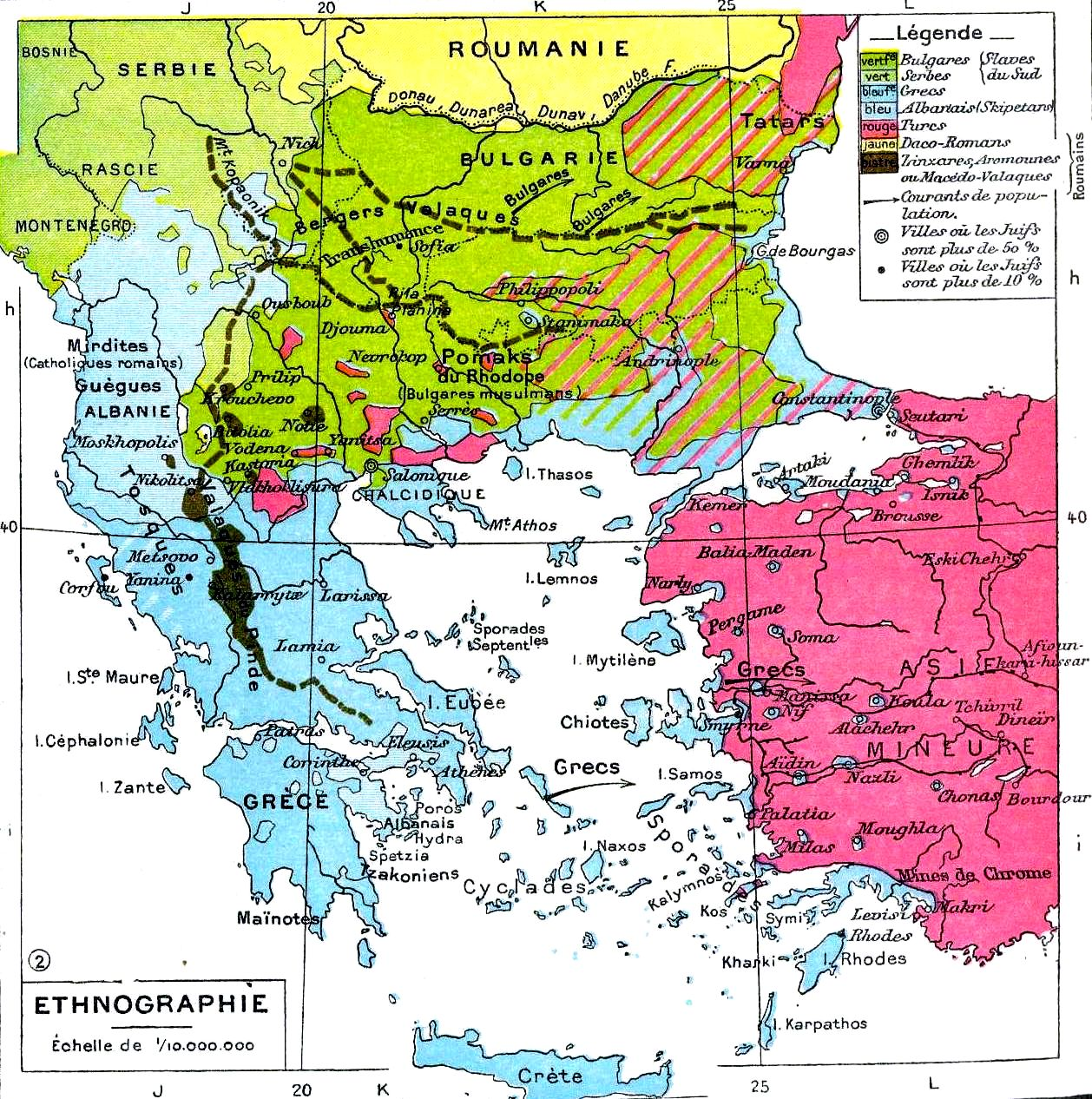
Ethnographische Karte des Balkan von 1898

Im neu geschaffenen Staat auf dem Territorium des heutigen Mittel- und Südgriechenland lebte nur etwa ein Drittel der Griechen des Osmanischen Reiches, die wichtigsten griechischen Handelszentren wie z. B. Smyrna oder Konstantinopel befanden sich weiter in türkischer Hand. Gleichzeitig befanden sich noch Angehörige slawischer Völker, Albaner und Türken im griechischen Staat.
Bis zum Ende des 19. Jahrhunderts hatten griechische Historiker die Wiederentdeckung und Rehabilitierung der byzantinischen Vergangenheit vervollständigt. Der Ruhm und Glanz des byzantinischen Reiches ließ in ihren Augen zeitweise die klassische Antike verblassen und lieferte ihnen zudem das theoretische Grundgerüst für die Megali Idea (μεγάλη ιδέα ‚große Idee‘), der Vision des nach Freiheit strebenden griechischen Volkes. Diese Vision, die die Vereinigung aller Gebiete griechischer Besiedlung vom Balkan bis zu Kleinasien innerhalb der Grenzen eines einzigen Staates mit der Hauptstadt Konstantinopel anstrebte, beherrschte den unabhängigen Staat während des ersten Jahrhunderts seiner Existenz.
Dem griechischen Staat gelang bis 1920 eine territoriale Erweiterung auf (mit Ausnahme des Dodekanes) das heutige Staatsgebiet. Weitere Versuche der Erweiterung wurden durch die sogenannte Kleinasiatische Katastrophe gestoppt: Im Vertrag von Lausanne wurden die (noch heute geltenden) territorialen Grenzen gezogen und ein umfangreicher „Bevölkerungsaustausch“ zwischen den Staaten verfügt – also die gezielte Vertreibung der jeweiligen nationalen Minderheiten. Das heißt, die in Kleinasien ansässigen Griechen (etwa 1,5 Mio.) wurden gezwungen, nach Griechenland auszuwandern, die in dem nun Griechenland zugefallenen Gebiet beheimateten Türken (ca. 0,5 Mio.) wurden gezwungen, in die Türkei auszuwandern.
Gleichzeitig erhielten jedoch auch Bewohner anderer östlicher Gemeinden eine Möglichkeit, in das neu geschaffene Griechenland einzuwandern. Zur selben Zeit zogen zahlreiche Slawen und Albaner in die entstehenden Nationalstaaten des Balkans.

#### Historische Ereignisse als Anlass zu Wanderungsbewegungen
- 1913 – Londoner Vertrag und Frieden von Bukarest; Aufteilung Makedoniens und Thrakiens unter den Staaten Bulgarien, Griechenland und Türkei, Migration der Volksangehörigen in ihre jeweiligen Staaten
- 1919 – Vertrag von Neuilly-sur-Seine; Bevölkerungsaustausch zwischen Bulgarien und Griechenland mit einigen Ausnahmeregelungen
- 1923 – Vertrag von Lausanne; Bevölkerungsaustausch zwischen Griechenland und der Türkei mit wenigen Ausnahmeregelungen
- 1947 – Das kommunistische Regime in Rumänien beginnt, die griechische Gemeinde zur Emigration zu zwingen, etwa 75.000 Einwohner wandern aus.
- 1948/49 – Griechischer Bürgerkrieg. Zehntausende griechischer Kommunisten fliehen mit ihren Familien in Staaten des Ostblocks, tausende ziehen nach Taschkent, mehr als 1100 Kinder werden in die neu gegründete Deutsche Demokratische Republik geschickt.
- 1955 (6. September) – Pogrom von Istanbul gegen die armenische und griechische Bevölkerung. Emigration nach Griechenland, 1964 schließlich Ausweisung aller Griechen ohne türkischen Pass sowie starke Repressionen gegen die Griechen auf den türkischen Ägäisinseln Gökçeada (Imbros) und Bozcaada (Tenedos), wie etwa die Schließung griechischer Schulen. Ab Mitte der 70er Jahre fast vollständige Abwanderung der Griechen aus der Türkei. Nur etwa 2.000 griechische Einwohner leben heute noch in Istanbul und etwa 400 auf Gökçeada.
- 1958 – Eine große Zahl der griechischen Gemeinde in Alexandria flieht vor dem Regime Nassers nach Griechenland.
- 1974 (15. Juli) – Invasion der Türkei in Zypern. Etwa 200.000 Griechen fliehen in den griechisch kontrollierten Südteil der Insel, nach Griechenland oder ins Vereinigte Königreich.
- 1980er Jahre – Viele Bürgerkriegsflüchtlinge können nach Griechenland zurückkehren.
- 1990er Jahre – Auflösung der Sowjetunion. Etwa 100.000 Griechen ziehen aus Georgien, Armenien und Süd-Russland nach Griechenland. Etwa 650.000 Menschen immigrieren aus Albanien, von denen ein sehr kleiner Teil ethnisch ebenfalls Griechen sind.

### Die griechischen Auswanderer
Migration ist ein beinahe kontinuierlicher Bestandteil der Geschichte der Griechen: Man kann vier Phasen griechischer Auswanderung aus dem Stammland definieren:
- Die antike Kolonisation des Mittelländischen und Schwarzen Meeres
- Die Ausbreitung von Griechen im Reich Alexanders des Großen während des Hellenismus
- Die Verbreitung von Griechen im Territorium des Osmanischen Reiches nach 1453
- Die Flucht von Gelehrten und Händlern während des Osmanischen Reichs nach Westeuropa
- Die moderne Auswanderung seit dem 19. Jahrhundert nach Westeuropa und Übersee

Die moderne Auswanderung beginnt etwa um die Hälfte des 19. Jahrhunderts. Nach Angaben des griechischen Nationalen Statistischen Dienstes sind zwischen 1850 und 1940 rund 511.000 Menschen aus Griechenland ausgewandert, allein 463.000 von ihnen in die USA. Die höchsten Auswandererzahlen finden sich hierbei in den Jahren 1906–1915. Nach dem Zweiten Weltkrieg setzt um die Mitte der 1950er Jahre wieder eine stärkere Emigration aus Griechenland ein, mit jährlichen Zahlen bis 1975 von 12.000 bis 30.000, wobei die USA zugunsten Westeuropas immer stärker in den Hintergrund treten. Auch eine Rückwanderung nach Griechenland findet statt, ist jedoch wesentlich geringer als die Auswanderung.
Aus den Siedlungsgebieten außerhalb des griechischen Staatsgebiets emigrierten zu Beginn des 20. Jahrhunderts mehr Griechen nach Übersee als in den griechischen Staat selbst.
Ähnlich wie die antiken Kolonisten haben viele der modernen Auslandsgriechen den Kontakt zum Mutterland stets weiter gepflegt und Sprache, Religion und Bräuche auch in der neuen Heimat erhalten. Das Selbstbewusstsein als Griechen bzw. griechische Diaspora hat sich so bis auf den heutigen Tag unter vielen der bis zu 4 Mio. Auslandsgriechen erhalten, oft auch nach Annehmen der Nationalität des neuen Heimatlands.

### Selbstverständnis der heutigen Griechen
„Es ist in der Tat verblüffend, wie viele Aspekte des heutigen politischen Lebens Griechenlands – vor allem Athens – antike Parallelen haben“, schreibt Heinz A. Richter in seinem Werk Griechenland im 20. Jahrhundert, führt dabei Beispiele wie „den leidenschaftlichen Anteil am Leben der Politeia, deren Ereignisse eifrig diskutiert werden“ auf und geht bis hin zu charakterlichen Gemeinsamkeiten zwischen den heutigen und antiken Griechen.
Als ‚direkte Nachfahren der antiken Hellenen‘ legen die Griechen großen Wert auf die Kenntnis der Antike. Bereits in der Grundschule steht Geschichte auf dem Lehrplan, Altgriechisch ist Pflichtfach. Antike Gelehrte und deren Schriften wie Homer, Platon und Sokrates sind wichtig, die kritische Auseinandersetzung mit dem Erbe der Antike spielt kulturell häufig eine große Rolle. Im Namensstreit um den Staatsnamen Mazedoniens verweist der griechische Staat auf die Nachfolge der Nordgriechen aus den antiken Makedonen und sieht die Vereinnahmung Alexanders des Großen durch Mazedonien sehr kritisch.
Gleichzeitig empfinden sich viele Griechen, auch außerhalb des heutigen griechischen Staatsgebiets aufgewachsene, immer noch als Romii (‚Römer‘, vgl. Romiosini). Diese starke Identifikation mit Byzanz erklärt sich nicht zuletzt durch den traditionell großen, im Grunde identitätsstiftenden Einfluss der griechisch-orthodoxen Kirche auf Griechenland. Das byzantinische Erbe geht aber über die Religion hinaus, es spiegelt sich auch im Volksglauben, in Sitten, Gebräuchen, Musik etc. wider. Byzantinische Legenden wie z. B. die vom „zu Marmor versteinerten Kaiser“ (der letzte byzantinische Kaiser Konstantinos Palaiologos), der eines Tages wiederauferstehen und die Romaii von der osmanischen Fremdherrschaft befreien würde, leben bis heute als Volksglaube fort.
Auch prägt diese Identifikation der Griechen mit ihrem mittelalterlichen Großreich das bis heute anhaltende Misstrauen gegenüber dem – fränkischen i. e. katholischen – Westen, der sie in ihren Augen im Kampf gegen die Osmanen aus Gründen der religiösen Machtkämpfe und Einflussnahme (vgl. Schisma) allein gelassen und verraten habe.
Gegen diese tief verwurzelte Identifikation des Volkes mit Byzanz konnten auch griechische Gelehrte der Neuzeit wie Adamantios Korais, der Byzanz als priesterbeherrschten Obskurantismus zutiefst verachtete und sich ausschließlich mit der Antike identifizierte, nichts ausrichten.

## Die Griechen in Griechenland und Zypern

### Griechenland
Die Griechen bilden das Staatsvolk in Griechenland; ihre Zahl beträgt rund 11 Millionen. Da die griechische Verfassung die Orthodoxe Kirche als Staatskirche definiert, gelten Angehörige anderer, im griechischen Sprachgebrauch „fremder Konfessionen“ (ξένα δόγματα xena dogmata) oft nicht als Griechen im eigentlichen Sinne. Eine rechtliche Anerkennung besteht nur für die muslimische Minderheit (gebildet von Türken und Pomaken), andere Minderheitensprachen wie Albanisch, Aromunisch und Ägäis-Mazedonisch haben keinen offiziellen Status in Griechenland. Die etwa 50.000 Angehörigen der Griechischen Katholischen Kirche wie auch jüngerer christlicher Kirchen werden statistisch als Griechen fremder Religion geführt.

### Zypern
Etwa 721.000 Griechen (2004) bilden rund 78 Prozent der Bevölkerung auf Zypern. Sie entstanden aus einer Vermischung der antiken griechischen Inselbevölkerung mit im Mittelalter vom Festland zugezogenen Griechen. Bedingt durch die lange politische und räumliche Isolation im Mittelalter und in der Neuzeit konnten sich bis heute einige sprachliche Archaismen aus dem Mittelalter halten. Dadurch weicht das zypriotische Griechisch, die Umgangssprache der Zyperngriechen merklich von der griechischen Hochsprache ab. Letztere wird trotzdem in allen formellen Zusammenhängen (Bildungswesen, Ämter, Medien) und in Schriftform benutzt. Religiös sind die Zyperngriechen, früher auch in Abgrenzung zu den Zyperntürken als Zyprioten, seit 431 autokephal (Kirche von Zypern). Dennoch ist die kulturelle Verbindung zum griechischen Mutterland stets sehr stark gewesen, so dass die griechischen Zyprer nach eigenem Selbstverständnis zwar sich nach wie vor Griechen verstehen, sich aber gegenüber diesen auch abgrenzen. Seit der türkischen Invasion 1974 leben fast alle griechischen Zyprer (bis auf eine kleine Minderheit von etwa 500 Personen) auf dem verbliebenen Territorium der Republik Zypern.

## Auslandsgriechen

### Traditionelle griechische Siedlungsgebiete

#### Italien

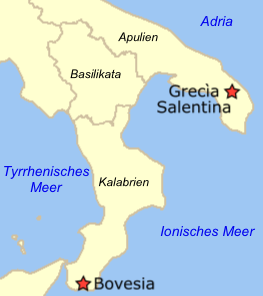
Lage der griechischen Sprachinseln in Süditalien

Die Sprachen der griechischen Enklaven in Italien werden unter der Bezeichnung Griko zusammengefasst. Verschiedenen Theorien zufolge sind die Griko sprechenden Italiener entweder Nachfahren griechischer Kolonisten im Großgriechenland (Magna Graecia) der Antike oder Nachfahren von Byzantinern, die im 9. Jahrhundert in Süditalien ansässig wurden. Die Sprecherzahl wird auf ca. 70.000 geschätzt.
Die Sprachinseln konzentrieren sich auf je neun Dörfer in zwei Regionen, Grecìa Salentina auf der Halbinsel Salento und Bovesìa (griechisch-kalabrischer Dialekt) im südlichen Kalabrien. Das Griko hat in Italien den Status einer Minderheitensprache.

#### Albanien
Der zu Albanien gehörende nördliche Teil der Region Epirus (Ήπειρος Ípiros) ist auch heute noch griechisch besiedelt. Die Region um die Stadt Argyrókastro (Αργυρόκαστρο), auf Albanisch Gjirokastër, wurde von mehr als 100.000 Griechen bewohnt. Über die heutige Zahl existieren recht unterschiedliche Angaben. Nach albanischen Angaben beläuft sich ihre Zahl auf etwa 66.000 Menschen. Auch in den albanischen Städten Vlora und der Hauptstadt Tirana leben einige tausend Griechen, deren Familien aber ursprünglich allesamt aus dem Nordepirus stammen. Viele dürften nach Öffnung der Grenze aufgrund der schlechten Wirtschaftslage Albaniens nach Griechenland eingewandert sein. Kulturelle und politische Rechte für Minderheiten werden in der Verfassung Albaniens in den Artikeln 3 und 20 garantiert.

#### Schwarzmeerregion
Die Pontier (Πόντιοι Póndii) sind die größte griechische Gruppe, die um das Schwarze Meer ansässig war. Ihr Siedlungsgebiet reichte von der Stadt Sinop (griechisch Σινώπη Sinópi) im Westen bis kurz vor Batumi im Osten. Größte Stadt der Region war Trabzon (griechisch Τραπεζούς Trapezous). Viele Städte in der heute türkischen Region waren bis 1922 nahezu ausschließlich von Griechen bevölkert, doch nach der Kleinasiatischen Katastrophe 1922 mussten nahezu alle Griechen das Land verlassen. Die meisten siedelten sich in Gebieten Nordgriechenlands an, aus denen viele nicht griechischsprachige Einwohner nach Bulgarien und in die Türkei ausgewandert waren. Ihr Dialekt, das Pontische, wird dort bis heute gepflegt.
An der georgischen Schwarzmeerküste ließen sich Griechen aus dem Pontos (Πόντος Póndos) im Mittelalter ebenso nieder wie die Urumer in Abchasien. Viele dieser Familien wurden aber von den Einheimischen assimiliert, die anderen sind nach dem Fall des Eisernen Vorhangs meist nach Griechenland eingewandert.
Daneben siedelten Griechen bis ins 20. Jahrhundert an der bulgarischen Schwarzmeerküste um die Stadt Burgas sowie in Ostthrakien. In den Städten Constanța, Plowdiw (griechisch Φιλιππόπολη Philippópoli), Warna und Odessa bildeten sie große Gemeinden. In der Ukraine, in Teilen der Krim und um die Stadt Mariupol leben bis heute beträchtliche griechische Minderheiten, die ebenfalls eine Variante des Pontischen sprechen.
Die Rum sind Nachfahren der griechischen Byzantiner. Nach dem Fall Konstantinopels 1453 konvertierten viele der im Schwarzmeerraum verbliebenen griechischen Christen zum Islam. Ihre muslimischen Nachkommen sprechen ebenfalls Pontisch (türkisch Rumca).

### Kleinasien und Naher Osten

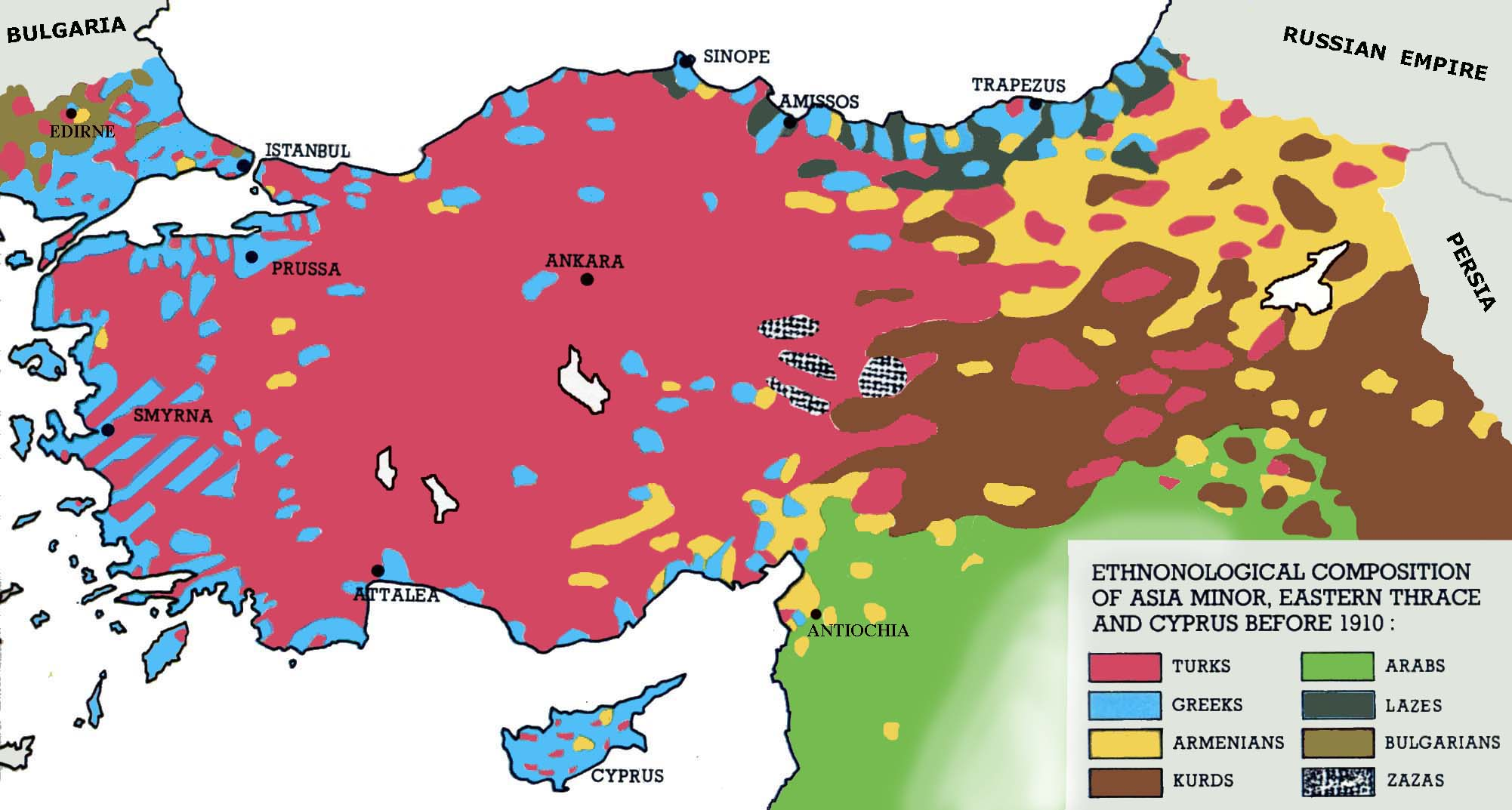
Ethnologische Karte 1910, die osmanischen Griechen in Blau

Außer den bereits angesprochenen Pontiern lebten bis 1922 auch in anderen Regionen Kleinasiens Griechen. Die größte griechische Stadt in dieser Zeit war Smyrna (Σμύρνη Smyrni), heute İzmir. Fast die gesamte heute türkische Ägäisküste war von Griechen besiedelt, da dort bereits in der vorchristlichen Antike griechische Kolonien gegründet worden waren. In einigen Regionen stellten sie die überwiegende Bevölkerungsmehrheit, insgesamt rund zehn Prozent der Bevölkerung. Alle außer den griechischen Bewohnern Konstantinopels mussten im Zuge des Bevölkerungsaustauschs nach 1922 ins griechische Staatsgebiet umsiedeln. Nach dem Pogrom von Istanbul im Jahre 1955 verließen auch die meisten in Istanbul verbliebenen Griechen ihre Heimat. Heute leben außer auf den türkischen Ägäisinseln Gökçeada (griechisch Ίμβρος Imbros) und Bozcaada (griechisch Τένεδος Tenedos) sowie in Istanbul (griechisch Κωνσταντινούπολις Konstantinoúpolis) keine Griechen mehr in der Türkei. Davon wohnten 2006 noch 1650 in Istanbul.
Auch an der Südküste, in der heutigen türkischen Provinz Hatay, lebten viele Griechen. Im Sandschak Alexandrette lebten antiochenische Griechen; die Zahl ging von 50.000 im Jahre 1895 auf rund 30.000 in den 1930er Jahren zurück, und 1995 wurde die dortige Bevölkerung an griechischstämmigen Türken auf 10.000 geschätzt. Die verbliebenen Griechen in der Provinz Hatay mussten zwangsweise Türkisch sprechen, so dass sie schnell assimiliert wurden. Im Jahr 1999 lebten noch 2.500 Griechen in der Türkei.

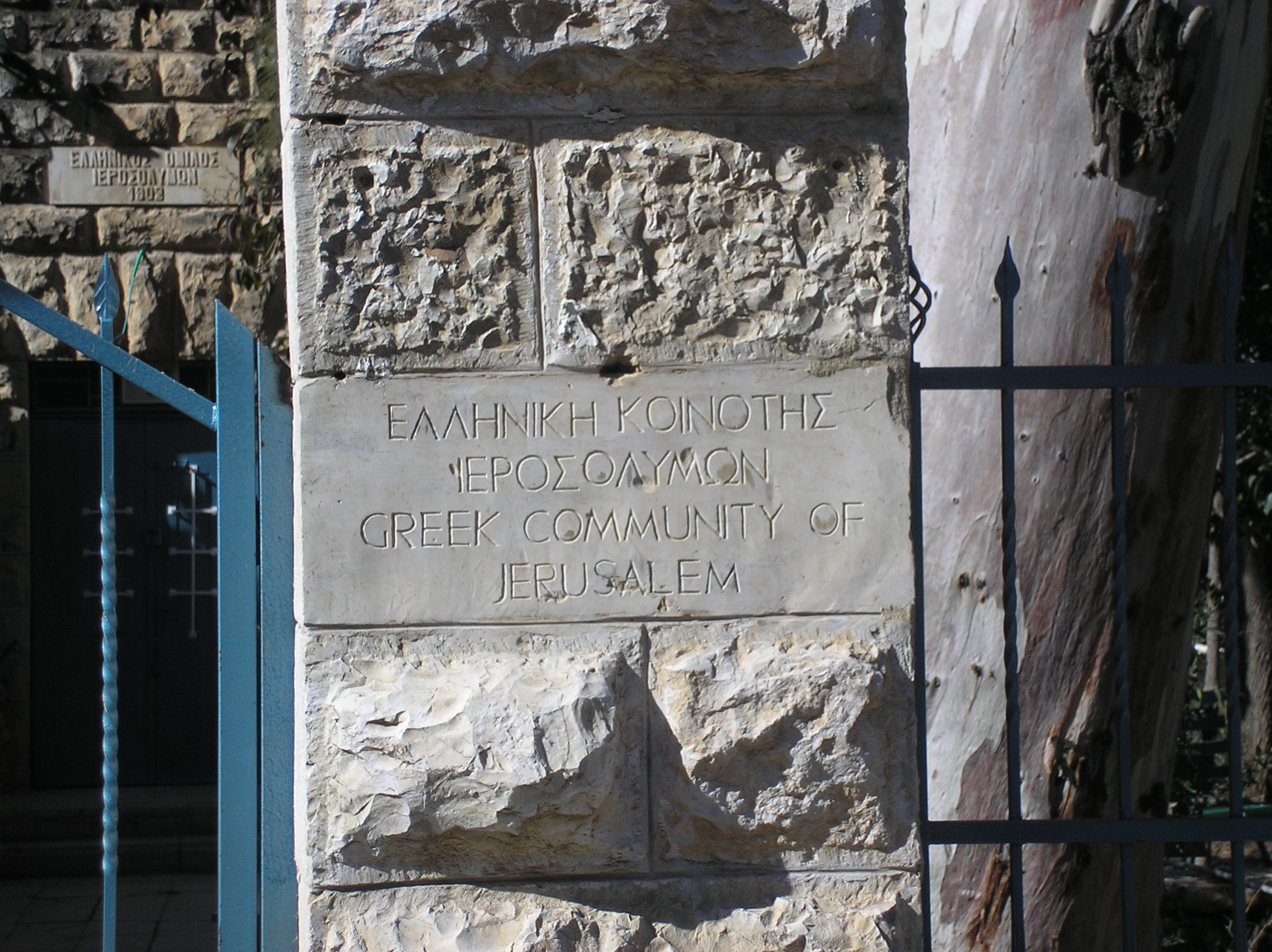
Die 1937 gegründete Griechische Gemeinde in Jerusalem

Während noch zu Beginn des 20. Jahrhunderts fast 500.000 Griechen in Ägypten in und um die Stadt Alexandria lebten, waren es 1950 nur mehr noch knapp 100.000 und im Jahr 2000 kaum mehr als 800. Daneben gab und gibt es auch noch heute einige kleinere griechische Gemeinden im Irak und im Libanon.
Seit den 1930er Jahren und nach dem Holocaust begann eine Emigration griechischer Juden nach Israel, die heute weitgehend in die israelische Gesellschaft assimiliert sind.
Die Griechen in den Vereinigten Arabischen Emiraten und in Bahrain sind als Fachkräfte oder Geschäftsleute in den letzten Jahrzehnten dorthin abgewandert.

### Griechische Diaspora der Neuzeit
Griechenland war wie andere europäische Länder im späten 19. Jahrhundert von einer Auswanderungswelle nach Nordamerika und Australien betroffen. Mitunter kamen auch politische Gründe hinzu.

#### Deutschland
Hauptartikel: Griechen in Deutschland
Seit 1700 emigrierten vor allem griechische Kaufleute nach Deutschland, sie waren im Pelzhandel, im Tabak- und Südfrüchtehandel tätig.
Etwa 1 Mio. Griechen waren im Laufe der Gastarbeiterzeit in der Bundesrepublik Deutschland. Da aber eine dauernde Fluktuation herrschte, erreichte die Wohnbevölkerung mit über 400.000 Griechen in den Jahren 1973 und 1974 ihren Höchststand. Sie ging nach dem Sturz der griechischen Militärdiktatur 1974 bis 1976 um ein Achtel zurück. Heute leben etwa 300.000 in Deutschland; die Verteilung ist allerdings regional sehr unterschiedlich. Es existiert ein starkes Süd-Nord-Gefälle. Außerdem leben mehr Griechen in städtischen Gebieten als auf dem Land.
Während und nach dem griechischen Bürgerkrieg emigrierten viele griechische Kommunisten aus politischen Gründen in die DDR oder schickten ihre Kinder in dortige Kinderheime. Diese Welle endete erst mit dem Ende der Militärdiktatur.
| Jahr   | 1967    | 1970    | 1973    | 1976    | 1979    | 1982    | 1985    | 1988    | 1991    | 1994    | 1997    |
| Anzahl | 200.961 | 342.891 | 407.614 | 353.733 | 296.803 | 300.824 | 280.614 | 274.973 | 336.893 | 355.583 | 363.202 |
| Jahr   | 2000    | 2003    | 2004    | 2005    | 2006    | 2007    | 2008    | 2009    | 2010    | 2011    | 2012    |
| Anzahl | 365.438 | 354.600 | 315.989 | 309.794 | 303.761 | 294.891 | 287.187 | 278.063 | 276.685 | 283.684 |         |

Quelle: Statistisches Bundesamt

#### Österreich
Hauptartikel: Griechen in Österreich
Seit dem 17. Jahrhundert kamen griechische Kaufleute und Unternehmer nach Österreich. Sie waren im Handel und im Bankenwesen tätig, Mitte des 20. Jahrhunderts kamen auch viele Studenten. Im Gegensatz zu den Griechen in Deutschland zeichnet sich diese Auslandsgemeinde durch eine größere Homogenität und eine geringere Fluktuation während der verschiedenen Jahrzehnte aus.

#### Vereinigtes Königreich
Hier leben etwa 212.000 Griechen. Gerade in London leben sehr viele griechisch-zypriotische Einwanderer, was damit zusammenhängt, dass Zypern von 1878 bis 1960 unter britischer Herrschaft stand.

#### Frankreich
In Frankreich leben etwa 35.000 Griechen. Viele bekannte griechische Persönlichkeiten waren während der griechischen Militärdiktatur im französischen Exil.

#### Nordamerika

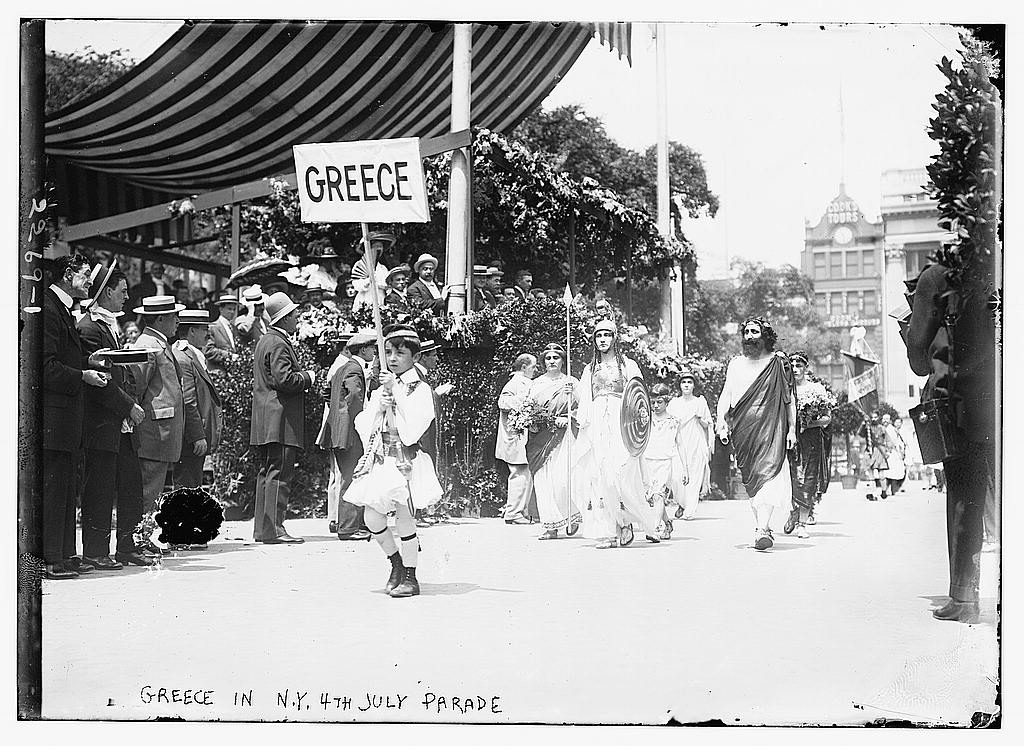
Griechischer Einwanderer in New York auf der Parade am 4. Juli 1915

Als Teil der europäischen Einwanderungswellen im 19. und zu Beginn des 20. Jahrhunderts wanderten auch viele Griechen in die USA und nach Kanada aus. Viele von ihnen bewahrten ihre kulturelle Identität. Die griechische Botschaft in den USA schätzt die dortige Zahl der Griechen auf 2 Mio. Nochmals etwa 350.000 leben in Kanada.
In und um Chicago leben etwa 200.000 Griechen, in und um New York weitere 200.000. Die US-Gemeinde mit dem höchsten griechischstämmigen Bevölkerungsanteil (9,3 %) ist Tarpon Springs in Florida. In Montréal und Toronto in Kanada schätzt man die Zahl der griechischen Einwohner auf jeweils 120.000. Straßen sind in diesen Wohngebieten in Nordamerika oftmals auch griechisch beschildert.
Im Jahre 2000 lebten 1.153.295 Menschen griechischer Abstammung in den USA, davon beherrschten noch 365.435 ihre griechische Muttersprache. 2012 waren 133.917 Einwohner der USA in Griechenland geboren.
| Jahr      | Anzahl  |
| --------- | ------- |
| 1890–1917 | 450.000 |
| 1918–1924 | 70.000  |
| 1925–1945 | 30.000  |
| 1946–1982 | 211.000 |
| 1986–2012 | 37.000  |

#### Südamerika
Während der Auswanderungswelle nach Nordamerika verschlug es auch etwa 50.000 Griechen nach Südamerika, vor allem nach Brasilien, wo alleine in São Paulo 20.000 Griechen leben.

#### Australien
Auch diese Griechen sind Auswanderer und deren Nachkommen. 75 Prozent der etwa 700.000 Griechen in Australien leben in Sydney und Melbourne. Mittlerweile ist Melbourne die drittgrößte von Griechen bewohnte Stadt der Welt und die größte außerhalb Griechenlands.

## Völker mit Verbindungen zu den Griechen

### Dayuan
Nach einer Hypothese ist das (offensichtlich indoeuropäische) Volk der Dayuan, das um 130 v. Chr. in chinesischen Quellen beschrieben wird, aus Nachfahren griechischer Siedler aus der Zeit Alexanders des Großen hervorgegangen. So wird z. B. spekuliert, dass der Namensbestandteil Yuan eine Transliteration der Wörter Yona oder Yavana ist, die in Pali das Wort ‚Ionier‘ umschreiben (Vgl. auch persisch یونانی‌ها, DMG Yūnān-hā, „Griechen“). Demnach würde Dayuan (wörtlich: ‚Große Yuan‘) eigentlich ‚Große Ionier‘ bedeuten. Der Kontakt der Dayuan mit den Chinesen gilt als historisches Schlüsselereignis, da er den ersten Kontakt zwischen einer indoeuropäischen und der chinesischen Kultur darstellte. Diese Begegnung legte den Grundstein für die Entstehung der Seidenstraße, die die zentrale Verbindung zwischen Ost und West, sowohl zum Austausch von Waren als auch von kultureller Identität bildete, und vom 1. Jahrhundert v. Chr. bis zum 15. Jahrhundert Bestand hatte.

### Chitral Kalasha
Das Volk der Chitral Kalasha oder Schwarzen Kafiri ist eine ethnische Minderheit der Provinz Khyber Pakhtunkhwa im Nordwesten Pakistans. Sie lebt in einer abgeschiedenen Bergregion Chitrals, den Tälern Bumburiet, Birir und Rumbur, und sieht sich als direkte Nachfahren der Makedonen aus der Zeit Alexanders des Großen. Allerdings werden diese Annahmen, da es Hinweise auf ein deutlich früheres Bestehen lange vor Alexanders Invasion in Persien gibt, in neuerer Zeit stark bezweifelt. Die Chitral Kalasha sprechen Kalasha-mun, auch Kalasha genannt, eine vom Aussterben bedrohte indoiranische bzw. dardische Sprache. Etwa dreitausend Angehörige dieser Ethnie haben, als einziges Volk in der Gegenwart, eine polytheistische Religion mit vermuteten Bezügen zu jener der antiken Griechen bzw. der frühen Proto-Indoeuropäer bewahrt. Die teils deutlichen europäischen Züge in ihrer Kultur sowie in ihren physischen Merkmalen haben zu verschiedenen Hypothesen, beispielsweise einer unmittelbaren Abstammung von den antiken Griechen oder den Proto-Indoeuropäern, geführt.

### Urum
Die Urum (Eigenbezeichnung: Urum, Pl. Urumları) sind eine kleine turksprachige Minderheit vorwiegend im Kaukasus, der Südwestukraine, der Krim und dem Balkan. Als Alternativbezeichnung ist aus der deutschen Turkologie auch der Begriff Graeko-Tataren bekannt. Die Angehörigen dieser Volksgruppe sind aus ethnischer Sicht als Griechen (türkisch Rum ‚Grieche‘) anzusehen, deren Vorfahren (rund 9.600 Menschen) um das Jahr 1780 die tatarische Sprache annahmen. Die Volksgruppe der Urum umfasst heute rund 13.000 Menschen. Die Urum sind griechisch-orthodoxe Christen. Bei Volkszählungen werden die Urum in Georgien aufgrund ihres Glaubens als „Griechen“ und nicht als Turkvolk aufgeführt.